# Legenda aurea

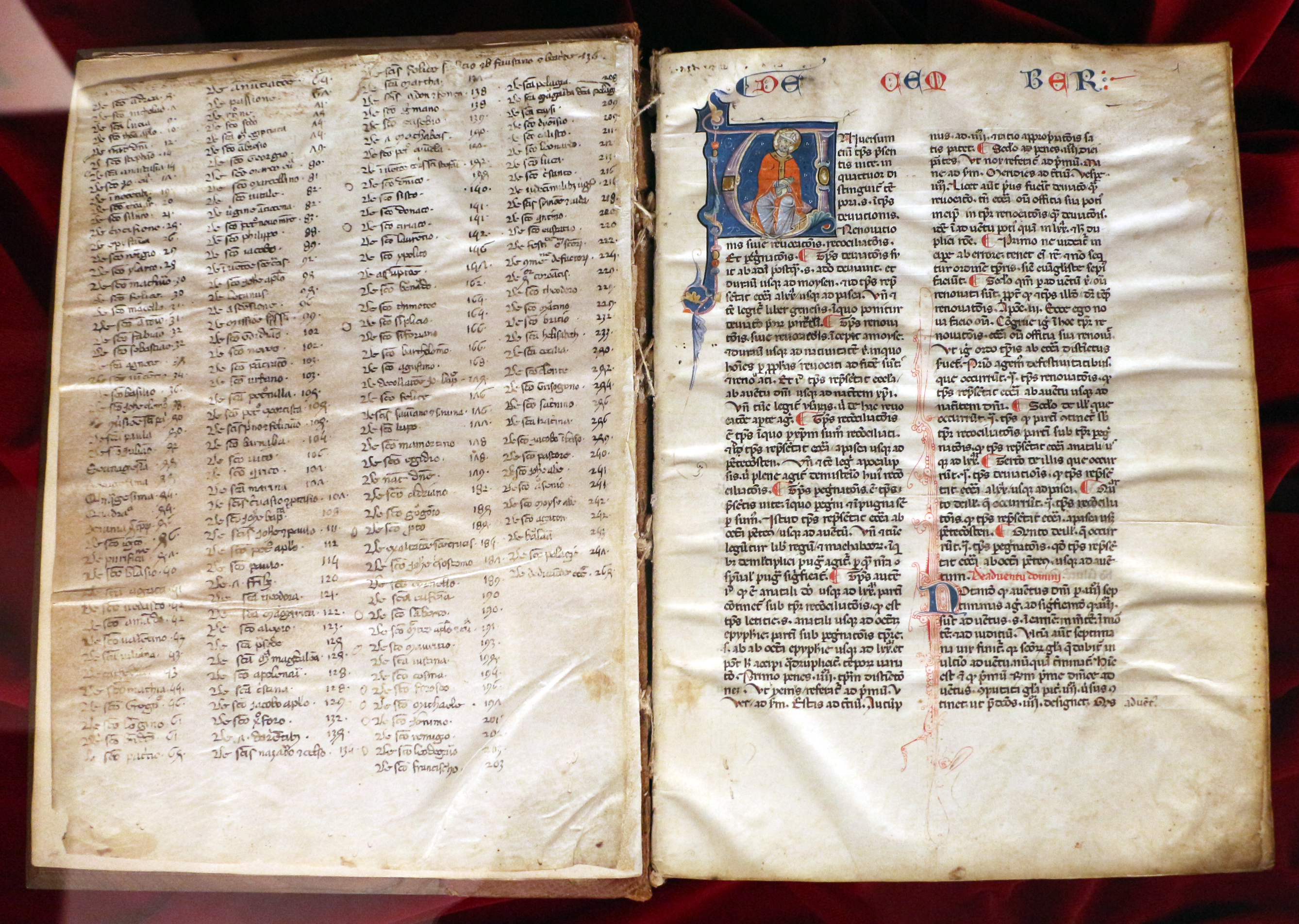
Ausgabe der Legenda aurea in der Biblioteca Medicea Laurenziana in Florenz, um 1290

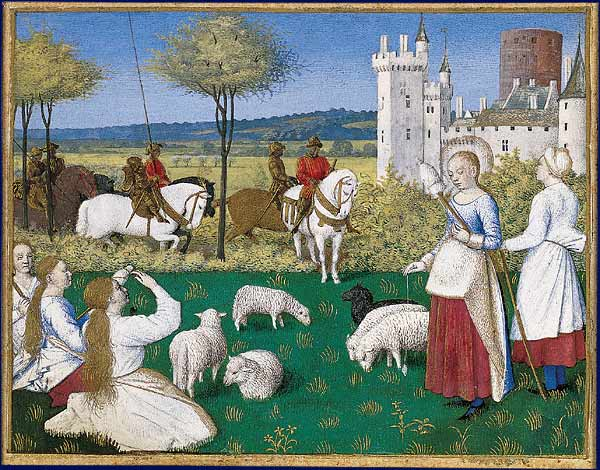
Margareta von Antiochia und Olibirius, Darstellung in einer mittelalterlichen Handschrift

Die Legenda aurea (legénda aúrea; lateinisch für ‚goldene Legende‘) ist eine von dem Dominikaner Jacobus de Voragine (1228/29–1298) wahrscheinlich in den Jahren um 1264 auf Lateinisch verfasste Sammlung von ursprünglich 182 Traktaten zu den Kirchenfesten und vor allem Lebensgeschichten Heiliger und Heiligenlegenden. Jacobus, der von 1292 bis zu seinem Tod 1298 Erzbischof von Genua war, schuf damit das bekannteste und am weitesten verbreitete geistliche Volksbuch des Mittelalters.

## Werk
Jacobus de Voragine ordnete sein Werk nach dem Verlauf des Kirchenjahres. Den großen Festen (Weihnachten, Erscheinung des Herrn, Ostern, Christi Himmelfahrt und Pfingsten) widmete er ausführliche eigene Darstellungen und erklärte dazu die Bedeutung der geprägten Zeiten, der Liturgie und des Brauchtums. So konnte dieses Buch ebenso als Anleitung zur Besinnung an Festtagen wie als tägliche erbauliche Lektüre dienen.
Jedes Kapitel beginnt typischerweise mit einer etymologischen Herleitung des Namens des Heiligen, oft auf völlig fantastischen Grundlagen. In der englischen Übersetzung von William Caxton wird beispielsweise der Name Silvester aus „Sol“ und „terra“ bzw. „Licht“ und „Erde“, aus „silvas“ und „trahens“ im Sinne von „wilde Männer (zu sich) heranziehend“ sowie aus „grün in der Betrachtung himmlischer Dinge“ abgeleitet.
Das Kapitel Nr. 181, überschrieben St. Pelagius, Papst – Geschichte der Lombarden beginnt mit Ausführungen über den Heiligen Pelagius, wendet sich dann der Geschichte der Lombarden zu und erwähnt schließlich Magumeth bzw. Mohammed als „falschen Propheten und Zauberer“, der die Ismaeliten bzw. Sarazenen in die Irre geführt haben soll.
Die epochemachende Neuheit dieses Buches wurde von Anfang an empfunden; als Nova legenda oder Novum passionale trat es gleich nach seinem Erscheinen einen einzigartigen Siegeszug durch das ganze Abendland an. Schon 1282 ist eine Handschrift in Deutschland nachweisbar; um 1470 wurde die Legenda aurea auch gedruckt. Jacobus de Voragines Sammlung wurde in viele Sprachen übersetzt und oft durch örtliche Legenden erweitert, womit sie fast auf das Doppelte ihres ursprünglichen Umfangs anwuchs. Die aus vielen Quellen zusammengetragenen Wundertaten, Leiden und Abenteuer der Heiligen des Kirchenjahres waren gemeinverständlich dargestellt und gewannen großen Einfluss auf Kunst und Volksfrömmigkeit.
Folgenreich wurde das Werk auch durch die Neuheit seines Stils, der sich durch verdichtete Kürze der Darstellung und Einfachheit der Sprachgebung auszeichnete. Dieser Sprachstil wurde so sehr maßgebend, dass er später oft nahezu selbstverständlich für den Legendenstil schlechthin gehalten wurde.

## Historische Kritik
Für seine Sammlung hat der Autor eine Fülle von Material zusammengetragen. An vielen Stellen seines Werkes nennt er seine Quellen, beispielsweise die Kirchenväter Augustinus und Hieronymus. Manchmal werden verschiedene Versionen desselben Geschehens mitgeteilt; manchmal gibt er auch zu erkennen, dass er seine Quellen nicht für glaubwürdig hält. Er bemüht sich auch, Unstimmigkeiten und Widersprüche zu bereinigen, oder äußert Zweifel am Wahrheitsgehalt seiner eigenen Darstellung.

## Rezeption

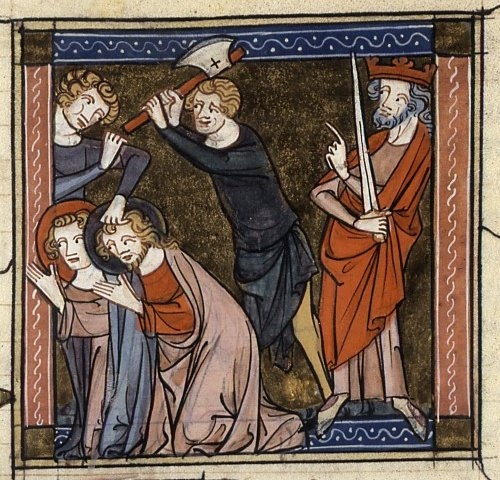
Martyrium von Felicianus und Primus. Darstellung aus der französischen Übersetzung der Legenda aurea von Jean de Vignay, 14. Jahrhundert

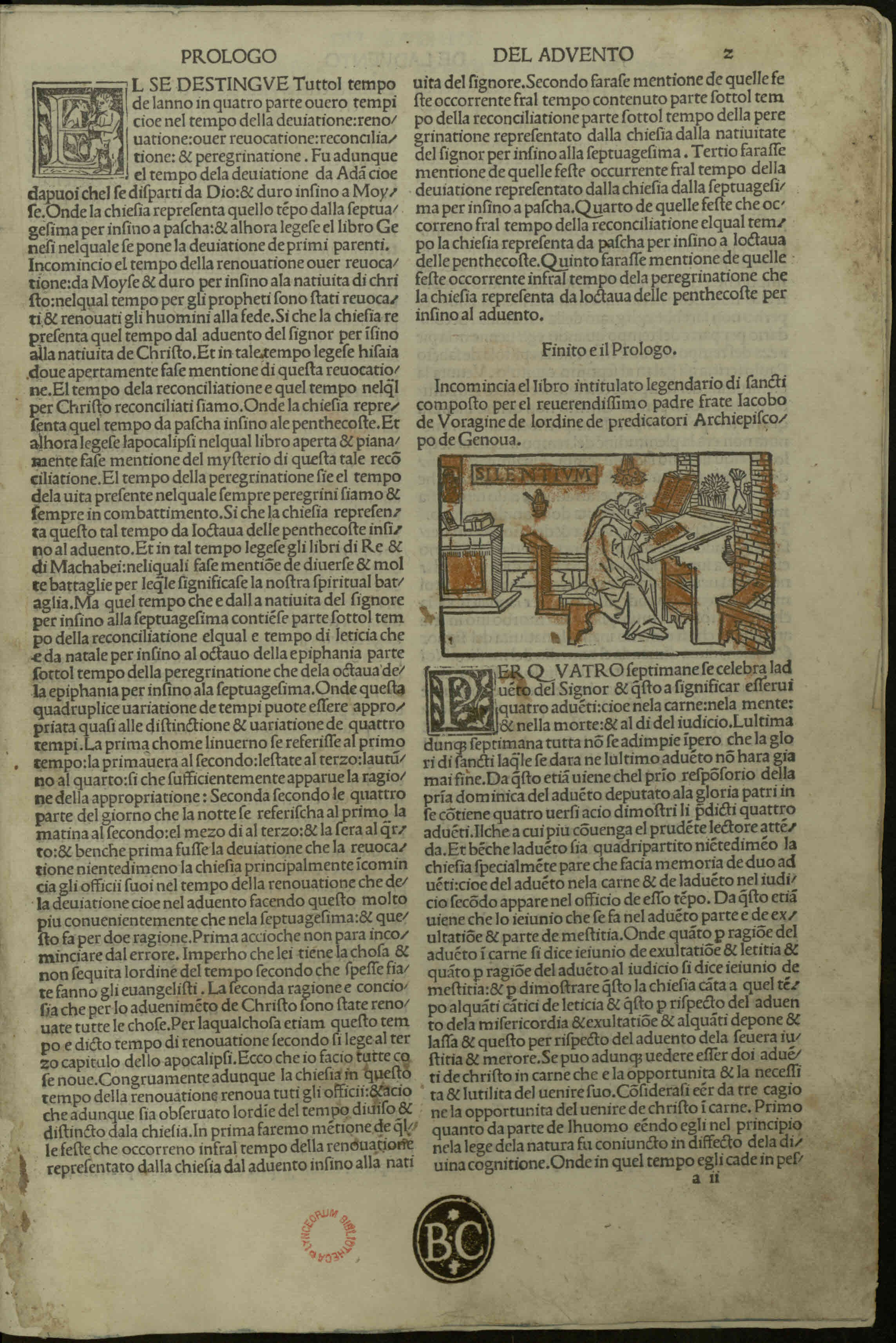
Legenda Aurea, 1499

Die Legendensammlung des Jacobus de Voragine war neben den Martyrologien über viele Jahrhunderte eine der wichtigsten Quellen der Heiligenverehrung; Gebete und auch ganze Andachtsformen gehen auf sie zurück. Auch die für die Ikonographie wichtigen Heiligenattribute leiten sich vorrangig aus der Legenda aurea ab; zahlreiche Einzelmotive wie auch viele Themen der bildenden Kunst sind ohne dieses Werk nicht zu verstehen.

## Textausgaben und Übersetzungen
- Jacobus a Voragine: Legenda aurea, vulgo Historia Lombardica dicta. Recensuit Theodor Graesse. Dresden/Leipzig 1846; 2. Aufl. Leipzig 1850; 3. Aufl. Breslau 1890; Neudruck Osnabrück 1969. (Digitalisate: 1. Aufl. MDZ, 2. Aufl. archive.org, 3. Aufl. archive.org)
- Jacobus de Voragine – Legenda aurea. Deutsch von Richard Benz, verlegt bei Eugen Diederichs in Jena, Volksausgabe 1925, Erster Band, 1.078 Gr. schwer, gedruckt in der Offizin E. Haberland in Leipzig, Druckanordnung, Initialen, Titel und Einband von Richard Benz.
- Die Legenda Aurea des Jacobus de Voragine, aus dem Lateinischen übersetzt von Richard Benz. 15. Auflage. Gütersloher Verlagshaus, Gütersloh 2007, ISBN 3-579-02560-0 (Neusatz, nicht mehr in Fraktur gesetzt).
- Jacobus de Voragine: Legenda Aurea. Lateinisch-Deutsch. Hrsg. und übersetzt von Rainer Nickel. Philipp Reclam jun., Stuttgart 1988, ISBN 3-15-008464-4 (knappe Auswahl: 24 Legenden).
- Jacobus a Voragine: Legenda sanctorum et martyrum – Legenden von Heiligen und Märtyrern. Auswahl, Übersetzung und Anmerkungen von Alexander Fest (= dtv zweisprachig – Edition Langewiesche-Brandt). dtv, München 1988, ISBN 3-423-09251-3 (knappe Auswahl: 11 Legenden).
- Jacobus de Voragine: Legenda Aurea – Die Heiligenlegenden des Mittelalters, Hrsg., aus dem Lat. übers. und mit div. Anhängen versehen von Matthias Hackemann, Köln 2008, ISBN 3-86647-284-6.
- Iacopo da Varazze: Legenda aurea, hrsg. von Giovanni Paolo Maggioni, Florenz 1998.
- Jacobus de Voragine: Legenda Aurea – Goldene Legende, Lateinisch-Deutsch, übersetzt von Bruno W. Häuptli. Herder Verlag, Freiburg im Breisgau 2014, ISBN 978-3-451-31222-9.
- Jacobus de Voragine: Legenda aurea (rhfrk.) - MS-C-120. Westmitteldeutschland 1459. (Digitalisat)
- Ulla Williams, Werner Williams-Krapp (Hrsg.): Die „Elsässische Legenda aurea“. Band I: Das Normalcorpus (= Texte und Textgeschichte. Band 3). Tübingen 1980. Vgl. dazu auch U. Williams (Hrsg.): Die „Elsässische Legenda aurea“. Band III: Die Lexikalische Überlieferungsvarianz. Register. Indices (= Texte und Textgeschichte. Banbd 21). Tübingen 1990.
- Bernhard Tönnies: Jacobus de Voragine: Legenda aurea (Beschreibung der Handschrift Ms. Barth. 115 der Universitätsbibliothek Johann Christian Senckenberg, Frankfurt a. M.). In: Dagmar Täube, Miriam Verena Fleck (Hrsg.): Glanz und Größe des Mittelalters - Kölner Meisterwerke aus den großen Sammlungen der Welt, Museen der Stadt Köln und Hirmer Verlag, Würzburg 2011, ISBN 978-3-7774-4531-1, S. 311–313.